# Фудбалска репрезентација Зимбабвеа
Фудбалска репрезентација Зимбабвеа (енгл. Zimbabwe national football team) национални је фудбалски тим који на међународној фудбалској сцени представља афричку државу Зимбабве (до 1980. познату под именом Родезија). Делује под ингеренцијом Фудбалског савеза Зимбабвеа који је основан 1965. као Фудбалски савез Родезије, а у пуноправном чланству ФИФА и КАФ је од 1965, односно од 1980. године.
Репрезентација је позната под надимком The Warriors (Ратници), националне боје су зелена и златна, а своје домаће утакмице тим игра на националном стадиону у Харареу капацитета око 60.000 места. ФИФА кôд земље је ZIM. Најбољи пласман на ФИФа ранг листи репрезентација Зимбабвеа остварила је у априлу 1995. када је заузимала 40. место, док је најлошији пласман имала током октобра (први пут) 2009. када је заузимала 131. место.
Репрезентација Зимбабвеа се у досадашњој историји никада није пласирала на неко од светских првенстава, док је на континенталном Афричком купу нација учествовала три пута и сваки пут такмичење завршавала у групној фази.

## Резултати на светским првенствима
| ФИФА светско првенство | ФИФА светско првенство                                   | ФИФА светско првенство                                   | ФИФА светско првенство                                   | ФИФА светско првенство                                   | ФИФА светско првенство                                   | ФИФА светско првенство                                   | ФИФА светско првенство                                   | ФИФА светско првенство                                   |                           | Квалификације за светска првенства | Квалификације за светска првенства | Квалификације за светска првенства | Квалификације за светска првенства | Квалификације за светска првенства | Квалификације за светска првенства |
| Година                 | Коло                                                     | Пласман                                                  | Ут                                                       | П                                                        | Н                                                        | И                                                        | Гол+                                                     | Гол-                                                     | Ут                        | П                                  | Н                                  | И                                  | Гол+                               | Гол-                               |                                    |
| ---------------------- | -------------------------------------------------------- | -------------------------------------------------------- | -------------------------------------------------------- | -------------------------------------------------------- | -------------------------------------------------------- | -------------------------------------------------------- | -------------------------------------------------------- | -------------------------------------------------------- | ------------------------- | ---------------------------------- | ---------------------------------- | ---------------------------------- | ---------------------------------- | ---------------------------------- | ---------------------------------- |
| 1930−1966.             | Нису учествовали                                         | Нису учествовали                                         | Нису учествовали                                         | Нису учествовали                                         | Нису учествовали                                         | Нису учествовали                                         | Нису учествовали                                         | Нису учествовали                                         | Нису учествовали          | Нису учествовали                   | Нису учествовали                   | Нису учествовали                   | Нису учествовали                   | Нису учествовали                   |                                    |
| 1970.                  | Нису се квалификовали (били део Азијско-пацифичке зоне') | Нису се квалификовали (били део Азијско-пацифичке зоне') | Нису се квалификовали (били део Азијско-пацифичке зоне') | Нису се квалификовали (били део Азијско-пацифичке зоне') | Нису се квалификовали (били део Азијско-пацифичке зоне') | Нису се квалификовали (били део Азијско-пацифичке зоне') | Нису се квалификовали (били део Азијско-пацифичке зоне') | Нису се квалификовали (били део Азијско-пацифичке зоне') | 3                         | 0                                  | 2                                  | 1                                  | 2                                  | 4                                  |                                    |
| 1974−1978.             | Нису учествовали                                         | Нису учествовали                                         | Нису учествовали                                         | Нису учествовали                                         | Нису учествовали                                         | Нису учествовали                                         | Нису учествовали                                         | Нису учествовали                                         | Нису учествовали          | Нису учествовали                   | Нису учествовали                   | Нису учествовали                   | Нису учествовали                   | Нису учествовали                   |                                    |
| 1982.                  | Нису се квалификовали                                    | Нису се квалификовали                                    | Нису се квалификовали                                    | Нису се квалификовали                                    | Нису се квалификовали                                    | Нису се квалификовали                                    | Нису се квалификовали                                    | Нису се квалификовали                                    | 2                         | 1                                  | 0                                  | 1                                  | 1                                  | 2                                  |                                    |
| 1986.                  | Нису се квалификовали                                    | Нису се квалификовали                                    | Нису се квалификовали                                    | Нису се квалификовали                                    | Нису се квалификовали                                    | Нису се квалификовали                                    | Нису се квалификовали                                    | Нису се квалификовали                                    | 2                         | 0                                  | 1                                  | 1                                  | 1                                  | 2                                  |                                    |
| 1990.                  | Нису се квалификовали                                    | Нису се квалификовали                                    | Нису се квалификовали                                    | Нису се квалификовали                                    | Нису се квалификовали                                    | Нису се квалификовали                                    | Нису се квалификовали                                    | Нису се квалификовали                                    | 4                         | 0                                  | 1                                  | 3                                  | 1                                  | 10                                 |                                    |
| 1994.                  | Нису се квалификовали                                    | Нису се квалификовали                                    | Нису се квалификовали                                    | Нису се квалификовали                                    | Нису се квалификовали                                    | Нису се квалификовали                                    | Нису се квалификовали                                    | Нису се квалификовали                                    | 10                        | 6                                  | 5                                  | 5                                  | 11                                 | 10                                 |                                    |
| 1998.                  | Нису се квалификовали                                    | Нису се квалификовали                                    | Нису се квалификовали                                    | Нису се квалификовали                                    | Нису се квалификовали                                    | Нису се квалификовали                                    | Нису се квалификовали                                    | Нису се квалификовали                                    | 8                         | 2                                  | 2                                  | 4                                  | 10                                 | 10                                 |                                    |
| 2002.                  | Нису се квалификовали                                    | Нису се квалификовали                                    | Нису се квалификовали                                    | Нису се квалификовали                                    | Нису се квалификовали                                    | Нису се квалификовали                                    | Нису се квалификовали                                    | Нису се квалификовали                                    | 7                         | 6                                  | 0                                  | 2                                  | 11                                 | 6                                  |                                    |
| 2006.                  | Нису се квалификовали                                    | Нису се квалификовали                                    | Нису се квалификовали                                    | Нису се квалификовали                                    | Нису се квалификовали                                    | Нису се квалификовали                                    | Нису се квалификовали                                    | Нису се квалификовали                                    | 12                        | 5                                  | 3                                  | 4                                  | 17                                 | 16                                 |                                    |
| 2010.                  | Нису се квалификовали                                    | Нису се квалификовали                                    | Нису се квалификовали                                    | Нису се квалификовали                                    | Нису се квалификовали                                    | Нису се квалификовали                                    | Нису се квалификовали                                    | Нису се квалификовали                                    | 6                         | 1                                  | 3                                  | 2                                  | 4                                  | 6                                  |                                    |
| 2014.                  | Нису се квалификовали                                    | Нису се квалификовали                                    | Нису се квалификовали                                    | Нису се квалификовали                                    | Нису се квалификовали                                    | Нису се квалификовали                                    | Нису се квалификовали                                    | Нису се квалификовали                                    | 6                         | 0                                  | 2                                  | 4                                  | 4                                  | 9                                  |                                    |
| 2018.                  | Избачени из квалификација                                | Избачени из квалификација                                | Избачени из квалификација                                | Избачени из квалификација                                | Избачени из квалификација                                | Избачени из квалификација                                | Избачени из квалификација                                | Избачени из квалификација                                | Избачени из квалификација | Избачени из квалификација          | Избачени из квалификација          | Избачени из квалификација          | Избачени из квалификација          | Избачени из квалификација          |                                    |
| 2022.                  | Биће одлучено                                            | Биће одлучено                                            | Биће одлучено                                            | Биће одлучено                                            | Биће одлучено                                            | Биће одлучено                                            | Биће одлучено                                            | Биће одлучено                                            | Биће одлучено             | Биће одлучено                      | Биће одлучено                      | Биће одлучено                      | Биће одлучено                      | Биће одлучено                      |                                    |
| 2026.                  | Биће одлучено                                            | Биће одлучено                                            | Биће одлучено                                            | Биће одлучено                                            | Биће одлучено                                            | Биће одлучено                                            | Биће одлучено                                            | Биће одлучено                                            | Биће одлучено             | Биће одлучено                      | Биће одлучено                      | Биће одлучено                      | Биће одлучено                      | Биће одлучено                      |                                    |
| Укупно                 |                                                          | 0/21                                                     |                                                          |                                                          |                                                          |                                                          |                                                          |                                                          | 60                        | 21                                 | 16                                 | 23                                 | 60                                 | 71                                 |                                    |

## Афрички куп нација
| Успеси на Афричком купу нација | Успеси на Афричком купу нација | Успеси на Афричком купу нација | Успеси на Афричком купу нација | Успеси на Афричком купу нација | Успеси на Афричком купу нација | Успеси на Афричком купу нација | Успеси на Афричком купу нација | Успеси на Афричком купу нација |
| Година                         | Коло                           | Пласман                        | Ут                             | П                              | Н                              | И                              | Гол+                           | Гол-                           |
| ------------------------------ | ------------------------------ | ------------------------------ | ------------------------------ | ------------------------------ | ------------------------------ | ------------------------------ | ------------------------------ | ------------------------------ |
| 1957−1980.                     | Нису учествовали               | Нису учествовали               | Нису учествовали               | Нису учествовали               | Нису учествовали               | Нису учествовали               | Нису учествовали               | Нису учествовали               |
| 1982.                          | Нису се квалификовали          | Нису се квалификовали          | Нису се квалификовали          | Нису се квалификовали          | Нису се квалификовали          | Нису се квалификовали          | Нису се квалификовали          | Нису се квалификовали          |
| 1984.                          | Нису се квалификовали          | Нису се квалификовали          | Нису се квалификовали          | Нису се квалификовали          | Нису се квалификовали          | Нису се квалификовали          | Нису се квалификовали          | Нису се квалификовали          |
| 1986.                          | Нису се квалификовали          | Нису се квалификовали          | Нису се квалификовали          | Нису се квалификовали          | Нису се квалификовали          | Нису се квалификовали          | Нису се квалификовали          | Нису се квалификовали          |
| 1988.                          | Нису се квалификовали          | Нису се квалификовали          | Нису се квалификовали          | Нису се квалификовали          | Нису се квалификовали          | Нису се квалификовали          | Нису се квалификовали          | Нису се квалификовали          |
| 1990.                          | Нису се квалификовали          | Нису се квалификовали          | Нису се квалификовали          | Нису се квалификовали          | Нису се квалификовали          | Нису се квалификовали          | Нису се квалификовали          | Нису се квалификовали          |
| 1992.                          | Нису се квалификовали          | Нису се квалификовали          | Нису се квалификовали          | Нису се квалификовали          | Нису се квалификовали          | Нису се квалификовали          | Нису се квалификовали          | Нису се квалификовали          |
| 1994.                          | Нису се квалификовали          | Нису се квалификовали          | Нису се квалификовали          | Нису се квалификовали          | Нису се квалификовали          | Нису се квалификовали          | Нису се квалификовали          | Нису се квалификовали          |
| 1996.                          | Нису се квалификовали          | Нису се квалификовали          | Нису се квалификовали          | Нису се квалификовали          | Нису се квалификовали          | Нису се квалификовали          | Нису се квалификовали          | Нису се квалификовали          |
| 1998.                          | Нису се квалификовали          | Нису се квалификовали          | Нису се квалификовали          | Нису се квалификовали          | Нису се квалификовали          | Нису се квалификовали          | Нису се квалификовали          | Нису се квалификовали          |
| 2000.                          | Нису се квалификовали          | Нису се квалификовали          | Нису се квалификовали          | Нису се квалификовали          | Нису се квалификовали          | Нису се квалификовали          | Нису се квалификовали          | Нису се квалификовали          |
| 2002.                          | Нису се квалификовали          | Нису се квалификовали          | Нису се квалификовали          | Нису се квалификовали          | Нису се квалификовали          | Нису се квалификовали          | Нису се квалификовали          | Нису се квалификовали          |
| 2004.                          | Групна фаза                    | 14/16                          | 3                              | 1                              | 0                              | 2                              | 6                              | 8                              |
| 2006.                          | Групна фаза                    | 13/16                          | 3                              | 1                              | 0                              | 2                              | 2                              | 5                              |
| 2008.                          | Нису се квалификовали          | Нису се квалификовали          | Нису се квалификовали          | Нису се квалификовали          | Нису се квалификовали          | Нису се квалификовали          | Нису се квалификовали          | Нису се квалификовали          |
| 2010.                          | Нису се квалификовали          | Нису се квалификовали          | Нису се квалификовали          | Нису се квалификовали          | Нису се квалификовали          | Нису се квалификовали          | Нису се квалификовали          | Нису се квалификовали          |
| 2012.                          | Нису се квалификовали          | Нису се квалификовали          | Нису се квалификовали          | Нису се квалификовали          | Нису се квалификовали          | Нису се квалификовали          | Нису се квалификовали          | Нису се квалификовали          |
| 2013.                          | Нису се квалификовали          | Нису се квалификовали          | Нису се квалификовали          | Нису се квалификовали          | Нису се квалификовали          | Нису се квалификовали          | Нису се квалификовали          | Нису се квалификовали          |
| 2015.                          | Нису се квалификовали          | Нису се квалификовали          | Нису се квалификовали          | Нису се квалификовали          | Нису се квалификовали          | Нису се квалификовали          | Нису се квалификовали          | Нису се квалификовали          |
| 2017.                          | Групна фаза                    | 15/16                          | 3                              | 0                              | 1                              | 2                              | 4                              | 8                              |
| 2019.                          | Квалификације у току           | Квалификације у току           | Квалификације у току           | Квалификације у току           | Квалификације у току           | Квалификације у току           | Квалификације у току           | Квалификације у току           |
| 2021.                          | Будући догађај                 | Будући догађај                 | Будући догађај                 | Будући догађај                 | Будући догађај                 | Будући догађај                 | Будући догађај                 | Будући догађај                 |
| 2023.                          | Будући догађај                 | Будући догађај                 | Будући догађај                 | Будући догађај                 | Будући догађај                 | Будући догађај                 | Будући догађај                 | Будући догађај                 |
| Укупно                         | Групна фаза                    | 3/31                           | 9                              | 2                              | 1                              | 6                              | 12                             | 21                             |